# 合成鑽石

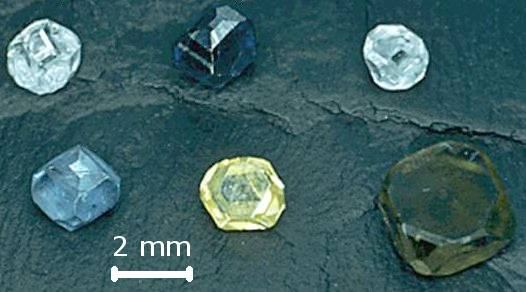
以高溫高壓技術製成的各色合成鑽石

合成鑽石或稱人造鑽石，即技術加工製成的鑽石，與地質作用自然形成的天然鑽石相對。合成鑽石分為HPHT鑽石和CVD鑽石兩種，分別表示它的加工方式：高溫高壓（High-Pressure High-Temperature）以及化學氣相沉積（Chemical Vapor Deposition）。只用肉眼視察觀察合成鑽石和天然鑽石，兩者並無什麼分別。然而，由於它們形成和生長過程不同，當使用專業儀器的視察細看，或者在某些特定的環境下，仍能分辨到兩者差別。

## 命名
国检中心深圳珠宝检验实验室起草的《合成钻石鉴定与分级》（Q/NGTC-J-SZ-0001—2019）建议合成钻石采取二元命名法：基本名称使用“合成钻石”，商贸名称使用“培育钻石”、“生长钻石”，但其商贸名称不可单独使用；其英文名称应当为“synthetic diamond”、“laboratory grown diamond”。《合成钻石鉴定与分级》以外的企业、团体标准则仅用“合成钻石”。

## 歷史
- 1879年至1928年間，許多學者提出鑽石合成的假設；它們雖然經過仔細的分析、推論，但始終沒有付諸實行。[來源請求]
- 1940年代，美國、瑞典和蘇聯率先投入鑽石合成研究[3]，發現CVD及HPHT合成技術。[來源請求]
- 1953年可複製合成技術見世。此後CVD和HPHT鑽石一直支配著合成鑽石市場[來源請求]
- 1990年代晚期出現了第三種合成技術：爆壓法，即直接以炸藥本身所含之碳元素，經過爆炸，合成奈米尺寸鑽石顆粒。第四種合成技術、即將石墨經由高能超聲波處理，也隨後在實驗室中被證實，但現今尚未應用在商業領域。[來源請求]
- 2010年毛河光研究小組的蒙宇飛博士合成出當時世界上最大的无色切割CVD鑽石，重达2.3克拉。[4]
- 2018年7月，美國聯邦貿易委員會在其寶石指南做出重大修訂，對天然鑽石和合成鑽石的商業行為制定新規則。[5]此決策基本拒絕了鑽石商戴比爾斯的遊說團隊的建議。新版本中，鑽石的定義中移除天然一詞，從而合成鑽石也屬於一種鑽石。該修訂版中還規定，「不可在商業行銷中，以合成一詞製造對手的合成鑽石不是真鑽石的印象……這是誤導（消費者）」。[6]
- 2018年9月，向來堅持賣天然鑽石首飾寶石的鑽石品牌戴比爾斯開始銷售合成鑽石。因為隨著中國的合成鑽石技術進步，成本逐漸下降。報導中引業者評論可能是戴比爾斯企圖讓消費者覺得合成鑽石是廉價品，從而區隔出天然鑽石和合成鑽石的市場，維持天然鑽石價格。[7]戴比爾斯的合成鑽石品牌為「Lightbox」（燈箱），商品為200美元的四分之一卡拉鑽石至800美元一卡拉鑽石。這與其所謂的天然鑽石同格商品的售價相差十倍。[8]當時市場上，一克拉天然鑽石價格約8000美元，同格的合成鑽石為4000美元。[9]
- 2019年中國科學院突破以籽晶片和甲烷气体製造人工鑽石，能以每小时0.007毫米的速度生长，每個氣體槽中每星期可以長出一克拉大小。[10][11]

## 外部連結
- J. Davis. . Wired Magazine. 2003, (11.09)  [2009-06-06]. （原始内容存档于2009-05-24）.
- A. Yarnell. . Chemical and Engineering News. 2004, 82: 26–31  [2010-09-03]. （原始内容存档于2008-10-28）.
- .   [2009-05-05]. （原始内容存档于2009-03-09）.
- .   [2009-05-05]. （原始内容存档于2008-11-20）.